# Eulenturm (Merseburg)

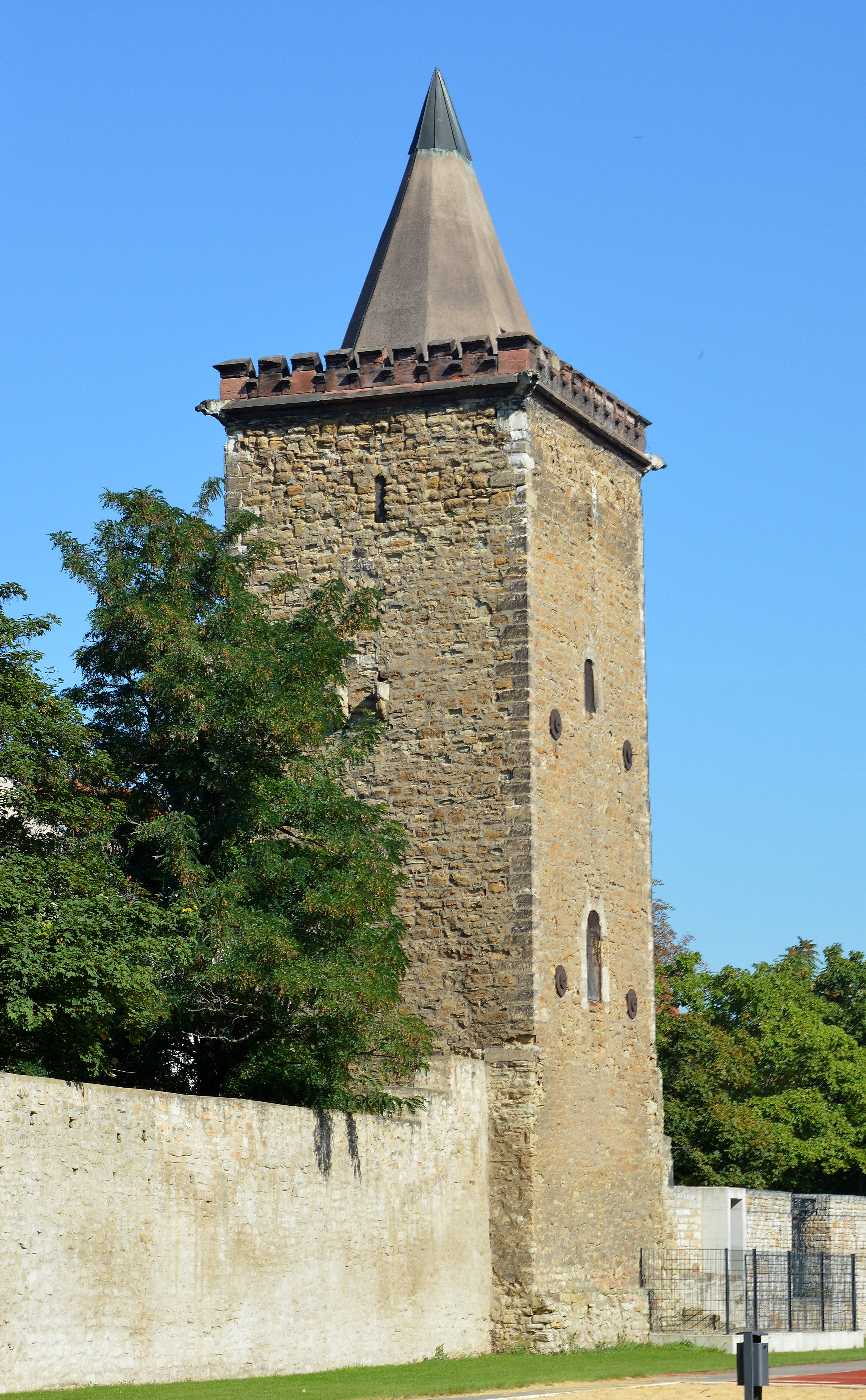
Eulenturm, Blick von Süden (Stadtseite)

Der Eulenturm ist ein erhaltener Turm  der denkmalgeschützten Reste der Merseburger Stadtbefestigung in der Stadt Merseburg in Sachsen-Anhalt.

## Lage
Er befindet sich westlich der Merseburger Altstadt, am Ostufer des Baches Klia, östlich der Hälterstraße und nördlich der Bahnhofstraße. Unmittelbar östlich des Turms grenzt das Gelände der Sekundarschule Johann Wolfgang von Goethe Merseburg an.

## Architektur und Geschichte
Der 28 m hohe Eulenturm ist der einzig erhaltene der ehemals neun archäologisch nachgewiesenen Mauertürme der Stadt, die Tortürme nicht gerechnet. Der Grundriss des Turms ist nahezu quadratisch. Bekrönt wird der Eulenturm von einer Kampfplattform und einem steinernen Kegelhelm. Die Mauerstärke nimmt von Geschoss zu Geschoss ab, die innen dadurch gebildeten Kanten dienten als Balkenauflagen für die Geschossdecken. Ende des 19. Jahrhunderts wurde er restauriert. Er stammt aus einer umfassenden Erneuerung der Stadtmauer während des Sächsischen Bruderkrieges (1447–51), zu welcher Bischof Johannes Bose 600 Gulden und 20 Schock neuer Groschen zusteuerte. Bei dieser Gelegenheit wurde das Stadtgebiet nach Norden entlang der Klia bis zur Südwestecke der Domburg erweitert. Der Turm weist einen größeren Grundriss als die bisherigen Türme auf, war höher und besaß vor allem eine Kampfplattform. Da er im Gegensatz zu den bisherigen Türmen mit fast dem gesamten Querschnitt vor der Stadtmauer im Zwinger angelegt wurde, konnten nun die Verteidiger mit Feuerwaffen flankierend vor der Stadtmauer entlang wirken. Die größere Höhe wurde notwendig, um die Verteidiger der Zwingermauer (nicht erhalten) und auf dem Wall mit Feuerwaffen unterstützen zu können. Der Turm weist große Ähnlichkeit mit den aus der gleichen Zeit erhaltenen Aschersleber Türmen auf und fügt sich in die zeitgleichen fortifikatorischen Maßnahmen der größeren Nachbarstädte.